# Barry Venison
Barry Venison (født 16. august 1964 i Consett, England) er en tidligere engelsk fodboldspiller, der spillede som forsvarer. Han var på klubplan primært tilknyttet Sunderland, Liverpool og Newcastle United, med kortere ophold i Southampton samt tyrkiske Galatasaray. Med Liverpool vandt han to engelske mesterskaber og en FA Cup-titel.
Venison spillede desuden to kampe for det engelske landshold, som han debuterede for den 7. september 1994 i et opgør mod USA.

## Titler
Engelsk Mesterskab
- 1988 og 1990 med Liverpool F.C.

FA Cup
- 1989 med Liverpool F.C.

Charity Shield
- 1986, 1988, 1989 og 1990 med Liverpool F.C.